# Dschinn

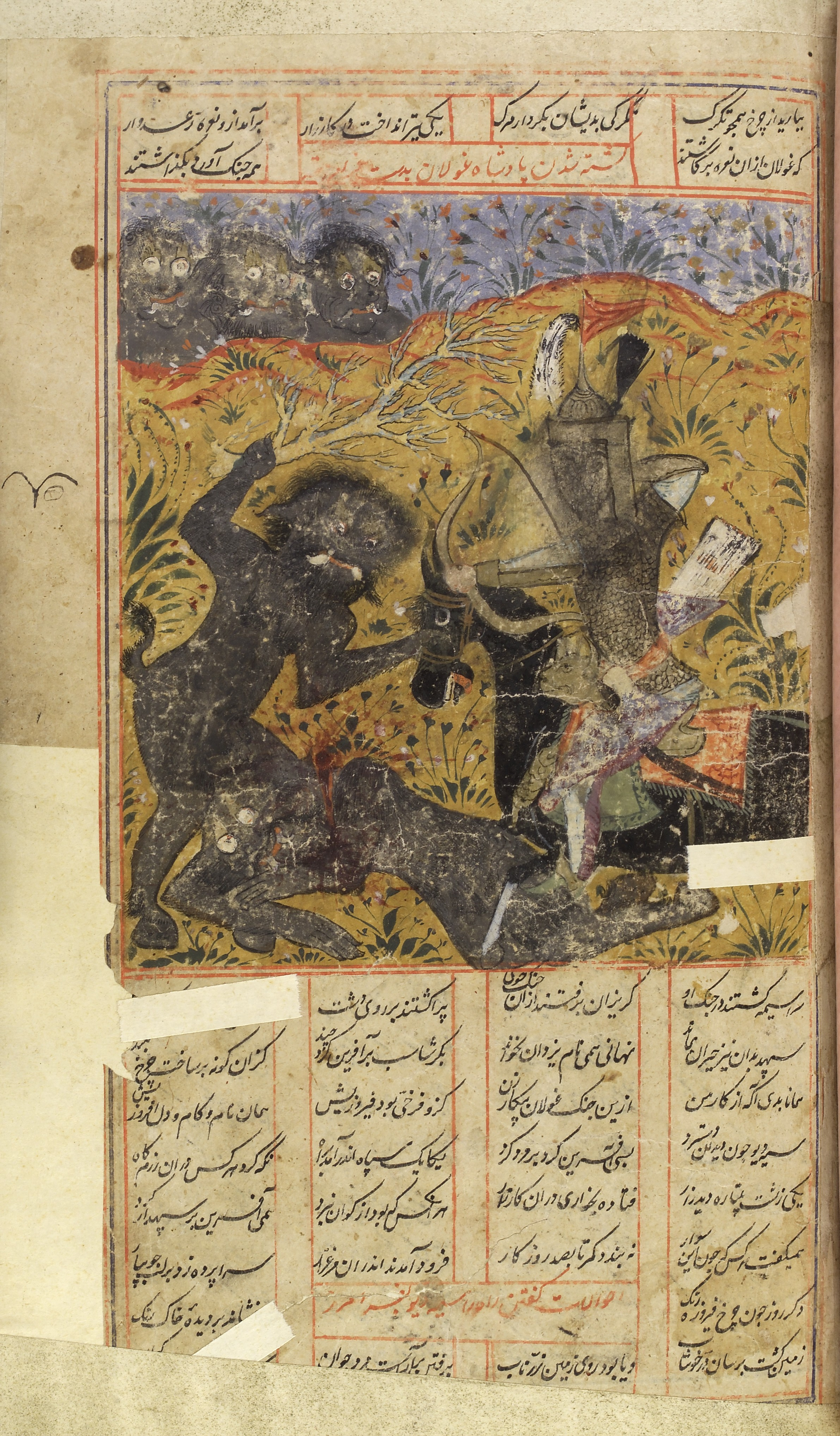
Darstellung eines Dschinn (Ghul), mit charakteristischen Eselshufen, aus einer Ausgabe des persischen Epos Schahnameh

Ein Dschinn (Hörbeispielⓘ; arabisch جن, DMG ǧinn, Singular männlich Dschinnī / جني / ǧinnī, Singular weiblich Dschinnīya / جنية / ǧinnīya), Plural Dschinn/Dschinns/Dschinnen, ist in der islamischen Vorstellung ein Geistwesen, das aus „rauchlosem Feuer“ erschaffen ist,  über Verstand verfügt und neben den Menschen, Satanen und den Engeln mit anderen Dschinn die Welt bevölkert. Nur in Ausnahmesituationen werden Dschinn den Menschen sichtbar. Weit verbreitet ist die Vorstellung, die Dschinn könnten in die Körper von Menschen fahren und sie verrückt machen. Die Dschinn gelangten aus altarabisch-vorislamischen in islamische Glaubensvorstellungen und werden mehrfach auch im Koran erwähnt. Mit dem Islam verbreitete sich der Glaube an Dschinn über den arabisch-orientalischen Kulturraum hinaus.

## Etymologie
Das Wort Dschinn stammt aus der semitischen Wortwurzel GNN (جَنّ / جُنّ / ǧann) für „unsichtbar“, „verstecken“ oder „verrückt“ und bezeichnet eine Art Geist, Dämon oder Schutzgottheit. Manche Sprachwissenschaftler sehen den Ursprung in dem lateinischen Wort genius (‚Genius‘), andere im aramäischen Wort ginnaya, was so viel wie Gottheit bedeutet. Im islamischen Sprachgebrauch hat das Wort eine mehrfache Bedeutung und kann auch allgemein Geistwesen bezeichnen, die den Sinnesorganen der Menschen verborgen sind; darunter auch Engel oder Satane.

## Der Dschinn-Glaube im vorislamischen Arabien
Im vorislamischen Arabien glaubten Menschen an Naturgeister und Dämonen, die neben den Menschen lebten. So seien sie für Naturphänomene und Krankheiten, aber auch für den Schutz von Menschen, wenn diese zu ihnen beteten, verantwortlich. Zum Beispiel sollten sie eine Karawane beschützen können. Als Aufenthaltsorte bevorzugen Dschinn Wüsten, Wälder, Busch- und Strauchlandschaften, Ruinen, Grabstätten und Schlangengruben. Auch lieben sie Orte, die dunkel oder feucht sind, wie etwa Erdlöcher oder einen Hamam, besonders in der Nacht. Tagsüber bewegen sie sich im Allgemeinen in der Luft oberhalb der Menschensphäre. Sie haben Familien (der Volksmund kennt vielerlei Geschichten von Menschen, die mit Dschinn verheiratet waren – Rafik Schami hat einer solchen Verbindung sogar eine Erzählung gewidmet), Religionszugehörigkeiten, Vorlieben und Abneigungen.

## Der Dschinn-Glaube im Islam

### Aussagen im Koran und Auslegung

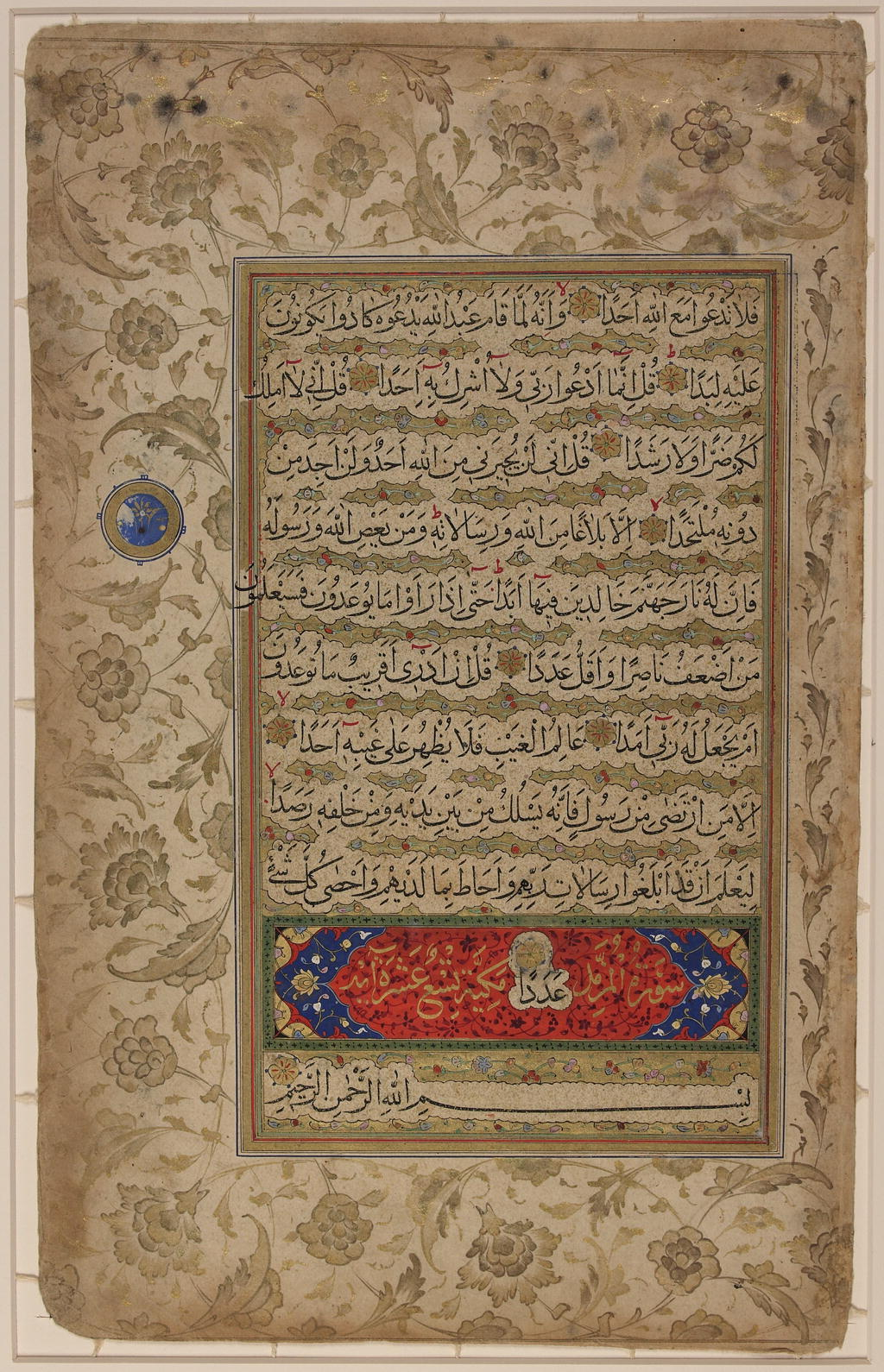
Die 72. Sure des Korans Al-Dschinn (Die Dschinnen) genannt.

Im Koran werden Dschinn häufig erwähnt. Ihnen ist eine eigene Sure gewidmet (Sure 72). Ausdrücklich gilt die Verkündung des Propheten Mohammed nicht nur für die Menschen, sondern genauso auch für die Dschinn. Dschinn sind in der koranischen Schöpfungsgeschichte aus „rauchlosem Feuer“ (Sure 55:14f) erschaffen worden. Wie die Menschen sollen die Dschinn „dazu geschaffen sein, Gott zu dienen“ (Sure 51:56). Darüber hinaus gibt es gläubige und ungläubige Dschinn, wobei die ungläubigen Dschinn in die Hölle kommen sollen (Sure 6:128; Sure 11:119; Sure 32:13; Sure 41:25). Zu Zeiten des Propheten stellten einige Dschinn bei einer Versammlung fest, dass sie die Engel nicht mehr sprechen hörten. Sie zogen los, um den Grund dafür herauszufinden. Sie fanden Mohammed, als dieser den Koran las. Dies geschah eben, weil der Prophet für Dschinn ebenso wie für die Menschen den Koran offenbarte. Diese Dschinn konvertierten zum Islam, da sie nun alles erfahren hatten, was sie wissen mussten (Sure 72:1-19; Sure 46:29-32). Anders als im Volksglauben handelt es sich bei den im Koran genannten Dschinn nicht um unheimliche dämonische Wesen, sondern sie sind moralisch indifferent.
Al-Baidāwī, ein islamischer Gelehrter aus dem 13. Jahrhundert, hält in seinem Tafsir, die zu seiner Zeit verschiedenen Aussagen über die Vorstellung der Dschinn fest. Zum einen könne es sich bei den Dschinn um unsichtbare Körper handeln, in denen die Feuer- und Luftnatur vorherrscht. Zum anderen könnte es sich bei den Dschinn um rein geistige Wesen handeln oder aber um die körperlosen Seelen der Verstorbenen, die bis zum Tage der Auferstehung im Barzakh weilen. Nach dem Kommentar von Abu Mufti zu Abū Hanīfas al-Fiqh al-absat sind die Dschinn und Menschen mit Fitra erschaffen worden und somit Adressaten der Scharia. Der koranischen Interpretation nach lebten die Dschinn einst vor dem Menschen auf Erden und als Gott in Sure 2:30 den Engeln mitteilte, er wolle einen Nachfolger erschaffen, seien die Menschen die Nachfolger jener Dschinn. Die ursprünglichen Dschinn seien von einer Armee von Engeln, unter dem Kommando Iblis, vertrieben worden. Aufgrund jener Anciennität der Dschinn sei ihr Verhältnis zu den Menschen meist angespannt.

### Dschinn-Vorstellungen im Volksglauben
Nach dem islamischen Volksglauben sind Dschinn in verschiedene Klassen unterteilt, die je nach Tun und Motivation unterschieden werden. Man unterteilt sie gemeinhin in drei Dschinn-Arten und verschiedene Untergruppierungen:
- Dämonen, die den Menschen Schaden und Schrecken zufügen. Dabei sind die mächtigen die Ghul, die sehr mächtigen die Sila (meistens ein weiblicher Dämon, der Männer verführt), die noch mächtigeren mit dezidiertem Zerstörungstrieb die Ifrit und die allerstärksten die Marid
- Mittelwesen, die wie die Menschen die Schöpfung bevölkern und nicht besonders in Erscheinung treten und
- Qarin (Doppelgänger) der Menschen.

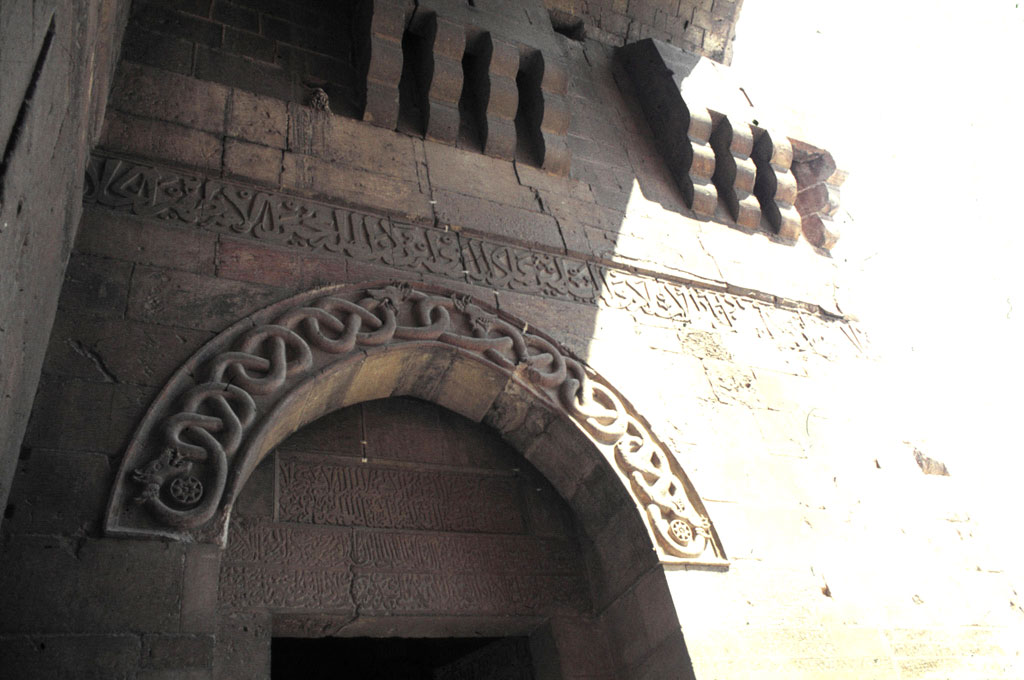
Ornamentik ineinander verschlungener Schlangen, die eine physische Form der Dschinnen darstellt, über der Tür der Zitadelle von Aleppo.

Ein grundsätzliches Charakteristikum der Dschinn ist ihre fehlende Individualität. Daneben gibt es einige besondere Dschinn, die einen eigenen Namen tragen und als Dschinn-Heilige oder als krankmachende Geister wirken. Zu letzteren zählt die im Norden Marokkos verehrte und gefürchtete Aisha Qandisha. Dschinn gelten als Lebewesen, die wie Menschen, Tiere und Pflanzen die Schöpfung bevölkern. Sie haben aber einen eigenen Willen und können sich auch bewusst gegen göttliche Gesetze wenden und können sich ebenso wie diese um ihr Seelenheil bemühen (durch Almosen, Beten, Fasten etc.). Und so wie unter den Menschen gibt es unter den Dschinn auch solche mit gutem und andere mit bösem Charakter – meist jedoch mit einem bisschen von beidem. Zudem gelten die Dschinn als Prä-Adamiten, da angenommen wird, dass sie bereits vor Adam erschaffen wurden. Bezüglich ihrer Zeit vor den Menschen gibt es unterschiedliche Traditionen.
Ganze Dschinn-Völker leben unter anderem unter der Wasseroberfläche der Ozeane, organisiert in feudalen Hierarchien. Auf Gebieten des Meeresbodens soll es gemäß dem arabischen Volksglauben Königreiche und Fürstentümer der Dschinn geben. Diese können, wenn sie es wollen oder sie durch Bannsprüche gezwungen werden, was jedoch eher selten ist, an den Meeresufern aus dem Wasser steigen, an Land gehen und dort unter anderem arme Fischer, die sie dort antreffen, mit reichen Funden von Edelkorallen, Juwelen, Perlen und vielerlei anderen Kleinodien, die der Meeresboden hergibt, beschenken.
Die Wohnorte der Dschinn auf Erden befinden sich vorwiegend an besonderen Landschaftsformen außerhalb der Zivilisation. Dazu gehören bestimmte Bergkuppen, Felsen, Höhlen oder Quellen in Tälern. Auch Wälder gehören zu ihren bevorzugten Wohnorten. Solche Orte in der Wildnis werden im Nahen Osten oft einfach als maskun („bewohnt“) bezeichnet und werden gemieden.
Weit verbreitet ist der Glaube, dass ein Mensch, der im Traum oder in der Wirklichkeit von einem Dschinn eingeladen wird und ihm folgt, in seiner Welt verschwindet und nie wieder gesehen wird. Ähnliches berichtet auch der nordische Seelen- und Marenglaube über Feen. Viele kehren aber auch nach merkwürdig langen Zeiten wieder zurück in die Welt und erregen, wenn sie sich ungeschickt verhalten, allerhand Aufsehen – meist negativer Art. Andere Geschichten erzählen, dass man schweigen muss, wenn man einem Dschinn begegnet oder man würde seine Zunge verlieren (im übertragenen Sinne: die Sprache).
Dschinn sollen sich in Tiere oder Gegenstände verwandeln können, oder auch in der Lage sein, von anderen Lebewesen Besitz zu ergreifen. Es gibt auch recht unterschiedliche Meinungen, wie alt ein Dschinn werden kann. So wird zum Beispiel überliefert, dass die Lebenskraft erst versiegt, wenn die Zauberkraft oder die Macht, wie z. B. sich verwandeln zu können, aufgebraucht sind. Meist wird allerdings von einer Lebensdauer von mehreren hundert Jahren (nach der salomonischen Tradition auch von mehreren tausend Jahren) berichtet. Andere Überlieferungen sprechen von relativer Unsterblichkeit, das heißt, sie sterben keines natürlichen Todes, könnten aber sehr wohl getötet werden.
Die Dschinn spielen auch eine wichtige Rolle im Glauben der Muslime Südostasiens. In der malaiischen Chronik von Bima (Sumbawa) wird beschrieben, dass die Sultane dieser Stadt selbst in direkter Linie von Al Dschann, dem Urvater der Dschinn, abstammen. Ihnen wird also keine menschliche Abstammung zugeschrieben, sondern eine Abstammung von Geistwesen. Damit heben sie sich klar von ihren Untertanen ab, die als Nachfahren Adams beschrieben werden. Die Chronik beschreibt nicht nur die Abkunft des Herrscherhauses, sondern auch diejenige sämtlicher anderer Wesen, die die sichtbare und unsichtbare Welt bevölkern. Daher rührt auch ihr Titel „Die Erzählung über den Ursprung des Volks der Dschinn und der gesamten Dewas“ (Ceritera asal bangsa jin dan segala dewa-dewa).

#### Vorkehrungen gegen Dschinn

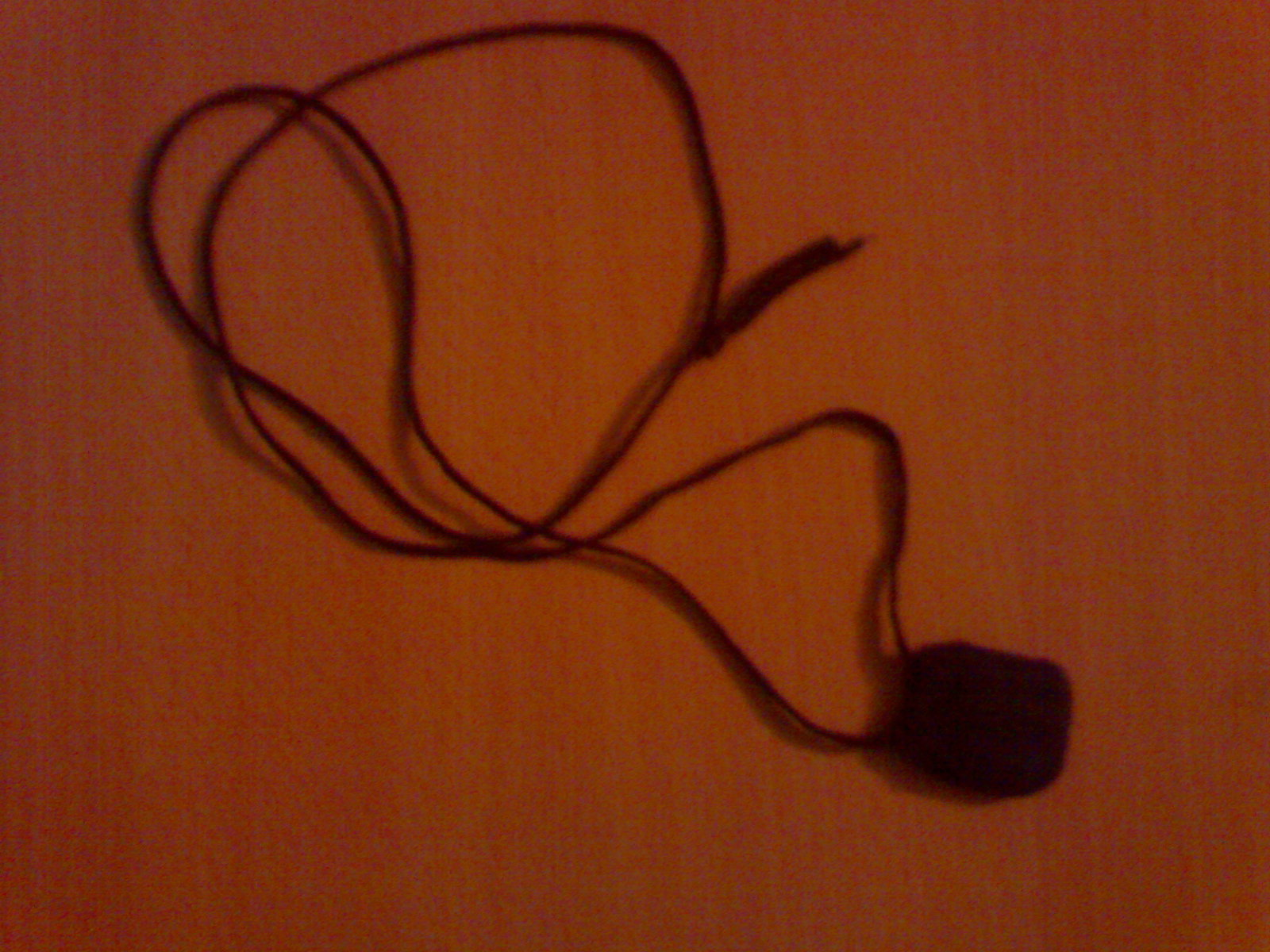
Ein Ta'wiz, mit einem islamischen Gebet auf einem Papier innerhalb des Klotzes eingeschrieben, der Zauber, das böse Auge und beschworene Dschinnen abwehren soll.

Legenden zufolge haben die Dschinn eine große Abneigung gegen Metalle aller Art. Das macht sich der Furchtsame zunutze. Silber ist hierbei das am häufigsten genannte Metall, das ihm gegen Dschinn helfen soll; es soll ihre Haut verbrennen. Gegen die Einflüsse der Dschinn rät der türkische Volksglaube zum Tragen von Cevşen, einem meistens ledernen Amulett, in das Koranverse und Gebete eingebunden sind. Dabei schreckt je nach Auslegung der Dschinn (wenn er denn böse war) vor den heiligen Worten zurück oder die Worte Gottes stellen die Ordnung her, indem sie den Dschinn wieder in seine Welt zurückbringen. Schutz vor den Dschinn bieten Amulette, die Hand der Fatima und die Segenskraft Baraka, die von Pilgerstätten ausgeht, an denen islamische Heilige verehrt werden. Mitunter sagt man Destur, um den Dschinn zu warnen, man könnte ihn mit der darauffolgenden Tätigkeit verletzen oder beleidigen, zum Beispiel beim Betreten der Toilette oder vor dem Vergießen von heißem Wasser, da der Mensch nicht sieht, ob sich am Zielort der Tätigkeit ein Dschinn befindet. Da die Dschinnen, genauso wie die Menschen, Gefühlserregungen haben sollen, müsse man sich auch vor deren bösen Blick schützen.

#### Dschinn-Beschwörungen und Besessenheit
Die Beschwörung ist im islamischen Glauben umstritten, dennoch ist die Ausübung der Geisterbeschwörung und Magie, besonders in Afrika, weit verbreitet. Dschinn zu beschwören, soll ihnen schreckliche Qualen bereiten, was sie dazu bringt, sich gegen den Beschwörer aufzulehnen und nicht seine Wünsche, sondern seine Ängste zu erfüllen. Andererseits ist der Glaube verbreitet, man könne unter strengen Auflagen die Dschinnen beschwören und zurate ziehen. Manche spirituelle Heiler würden gezielt mit Muslimen unter den Dschinnen zusammenarbeiten, die keine bösen Absichten verfolgen. Ein muslimischer Dschinn würde allerdings nur auf einen Beschwörer reagieren, der sich durch Fasten und Koranrezitationen rituell gereinigt hat.
Durch Beschwörung (z. B. durch das Zitieren oder Falsch-Zitieren von Versen aus dem Koran über einem Medium wie Wasser, Feuer, Erde, Luft, Holz, Papier usw.) können auch Zusammenkünfte mit Dschinn erzwungen werden. Diese Beschwörung bereitet den Dschinn jedoch ungeheure Schmerzen, weswegen sie nur ungern mit dem Menschen kooperieren, sondern eher dessen Wünsche vereiteln, zu dessen Ungunsten auslegen oder sich im schlimmsten Fall sogar am Beschwörer rächen.
In manchen Fällen suchen die Dschinn auch Menschen auf. Meistens gilt Rache als Motiv des Dschinns, wenn er beispielsweise versehentlich mit heißem Wasser übergossen wurde. In anderen Fällen sind die Dschinnen freundlich gesinnt und kommen aus Mitleid in Not geratenen Personen zur Hilfe. Erotisches Verlangen ist ein weiteres Motiv. Die islamische Rechtsprechung diskutierte dabei auch die mögliche Ehe zwischen Menschen und Dschinn. Während die Möglichkeit einer solchen Ehe in orthodoxen Kreisen nie in Frage gestellt wurde, stand ihre Legitimation zur Debatte.
Der Glaube, dass die Dschinn, aufgrund ihrer luftigen Natur in die Körper der Menschen fahren können, ist weit verbreitet. Allerdings könne der Dschinn nicht jeder Zeit, sondern nur in Momenten starker Emotionen oder Unachtsamkeit, den Körper der Menschen betreten. Je nach Grad der Besessenheit treten verschiedene Verhaltensweisen auf: Depressionen, Albträume und andauernde Nervosität werden als Symptome einer möglichen Besessenheit betrachtet. In manchen Fällen würde sich die Person von seinem sozialen Leben abgrenzen oder eine andere Persönlichkeit annehmen. Als ein weiteres Zeichen gilt eine Abneigung gegenüber islamischen Ritualen oder den Worten des Korans. Da man davon ausgeht, dass meistens böse Dschinn Besitz von Personen ergreifen, würden sie die religiöse Atmosphäre nicht ertragen und sich durch den Körper des Wirts, durch Weinen oder Schreien, wehren.
Bei den Swahili in Ostafrika gibt es die Vorstellung, dass bestimmte Menschen die Fähigkeit besitzen, selbst „Zauber-Dschinn“ (majini ya uchawi) zu erschaffen, um auf Wunsch von Klienten andere Menschen zu verzaubern. Diese rituellen Spezialisten (magische Heiler) werden waganga (Singular mganga) genannt.
Auf den Komoren veranstaltet man an den Abenden des Monats Schaʿbān für die Dschinn spezielle magisch-religiöse Zeremonien, die von Musik, Gesang und Tanz begleitet sind und Ngoma za madjini („Tanz der Dschinn“) genannt werden. Indem man die Dschinn auf diese Weise befriedigt, versucht man sie dazu zu bringen, sich im nachfolgenden Monat Ramadan von den Menschen fernzuhalten, damit diese nicht beim Fasten gestört werden.

### Innerislamische Kritik am Dschinnglauben
Manche muslimische Denker der Muʿtazila zweifelten an der Existenz der Dschinnen und hielten sie sogar für unvereinbar mit den Prinzipien des Islams. So formulierte bereits Dschahiz Zweifel an der Glaubhaftigkeit der Existenz der Dschinn. Befürworter des Glaubens an die Dschinn argumentierten wiederum damit, dass die Häufigkeit ihrer Erwähnung im Koran und in den Hadith den Glauben an deren Existenz belege, und verweisen mitunter auf die Existenz von Dämonen in anderen Religionen. Für den hanbalitischen Theologen Ibn Taimiya galt der Glaube an die Dschinn als verbindlich und stellte ihn mit anderen Dogmen, wie die Existenz der Engel und der Gesandtschaft Mohammeds, gleich. Dies bewog Gegner des Dschinnglaubens dazu, zu behaupten, die Gleichstellung anderer Wesen mit der göttlichen Offenbarung wäre eine Form der „Beigesellung“ (Schirk). Die Erwähnungen von ‘Dschinn’ im koranischen Kontext werden von Gegnern des Geisterglaubens mitunter als Umschreibung von „ungestümen Menschen“, aber auch allgemein als „dem Menschen verborgene Kräfte“ gedeutet.

### Dschinnglaube in der Moderne
Viele modernistische islamische Denker der ersten Hälfte des 20. Jahrhunderts lehnten den Glauben an Dschinn als eine Form des Aberglaubens ab. Stattdessen bezogen sie die Vorkommnisse des Ausdrucks Dschinn in der mehrdeutigen arabischen Bedeutung generell auf etwas Unsichtbares, wie Engel oder nicht näher definierte unsichtbare Kräfte. Muhammad Abduh interpretierte die unter dem Mikroskop gefundenen Bakterien als Dschinn. Begründet wird die Interpretation mitunter dadurch, dass der Mensch sie mit bloßem Auge nicht sehen könne, sie sich bei Hitze vermehren, was als aus Feuer geschaffen interpretiert wird, und Krankheiten hervorrufen können.
Salafistische Gelehrte dahingegen lehnen solche metaphorische Interpretationen ab und argumentieren, dass die Existenz der Dschinnen als konkrete und reale Wesen aus dem Koran und der Sunnah hervorgehe. Die salafistische Lehre von Dschinnen unterscheidet sich aber wiederum von den herkömmlichen Vorstellungen von Muslimen. So werden viele Charakteristika, die in der Vergangenheit im Islam akzeptiert worden sind, verworfen, beschränken stattdessen Fragen um die Dschinn auf einzelne Zitate aus dem Koran und den kanonischen Hadithen. Während diverse Riten zum Schutze vor Dschinn in der islamischen Kultur verbreitet sind, die mit dem Rezitieren des Korans kombiniert werden, lehrt der Salafismus sich rein auf das Wiederholen von Gebeten zu beschränken. Diese Darstellung der Dschinn, gewann dann über diverse Websites und allgemein dem Internet an Bedeutung.
Die ursprüngliche Vorstellung der Dschinn ist jedoch weiterhin unter Muslimen im Nahen Osten verbreitet. Nach einer Umfrage des Pew Research Centers aus dem Jahr 2012, glauben mindestens 86 % der Muslime in Marokko, 63 % in Bangladesch, 55 % im Irak, 53 % in Indonesien, 47 % in Thailand und 15 % in Zentralasien an die Existenz von Dschinnen. Die niedrige Zahl in Zentralasien mag auf den Einfluss der Sowjetunion zurückzuführen sein. In Bosnien und Herzegowina glauben 36 % der Muslime an Dschinn. 13 % würden einen Talisman tragen, um sich vor Dschinnen zu schützen, und 12 % unterstützen es, den Dschinn Gaben darzubringen. Durchschnittlich glauben 30 % der Muslime in Europa an die Existenz von Dschinn.
Vorstellungen dieser Art finden sich auch vereinzelt in modernen politischen oder religiösen Diskursen, etwa in Behaupteter Einsatz von Magie und Dschinn durch Israel.

## Tiefenpsychologische Erklärungen
Nach Auffassung  der analytischen Psychologie, begründet von Carl Gustav Jung, sind Dämonen der archetypische Schatten. Die Tiefenpsychologin Marie-Louise von Franz erklärte, in den Schatten werden jene unterbewussten Charaktereigenschaften projiziert, die eine Person an sich selbst leugnet und die sich somit zu einem Feindbild verdichten. Durch die moralisch ambivalente Natur der Dschinn können diese, anders als Engel und Teufel, das gesellschaftliche Leben des Menschen reflektieren und ein Alter Ego darstellen. Demnach fungieren sie als Spiegel moralischer Dilemmata, erotischer Vorstellungen und sozialer Normen.
Den Ansatz, die Dschinnen psychologisch zu erklären, gab es bereits im Mittelalter. Der arabische Philosoph Al-Masʿūdī hielt die Existenz von unsichtbaren Wesen nicht für a priori falsch, jedoch für unwahrscheinlich. Er verwies darauf, dass Dschinnen den Menschen meistens in Einsamkeit und Abgeschiedenheit begegnen würden. Würde ein Mensch allein eine abgeschiedene Landschaft durchstreifen müssen, fürchte er sich. Dieses Gefühl würde dann dämonische Erscheinungen hervorrufen. Ebenso begünstige der Mangel an Gesprächspartnern, Stimmen zu hören, die von keiner wirklichen Person ausgehen. Das Wunschdenken veranlasse den Menschen, sich Fantasien hinzugeben. Dadurch, dass derartige Erzählungen von Generation zu Generation unreflektiert weitergegeben werden, würden Kinder bereits mit dem Geisterglauben aufwachsen, und wenn sie dann selbst in einer derartigen Situation sind, so erinnerten sie sich an die Geschichten von Geistern und Dämonen und bildeten sich ebenfalls falsche Dinge ein. Ist der Mensch lügnerisch veranlagt, so würde er sogar erfundene Geschichten erzählen, wie dass er berichtete, er hätte die Si´lah geheiratet oder einen Ghul getötet. Ähnliche Darstellung des Dschinnglaubens ließen sich auch bei Gahiz und Ibn Qutaiba belegen.

## Dschinn in der Literatur
In den „Briefen der Lauteren Brüder“ (Rasa’il ichwan as-safa’ wa chillan al-wafa) spielen die Dschinn ebenfalls eine wichtige Rolle. Eine hier beschriebene Gerichtsverhandlung um das Problem, ob sich die Menschen als Machthaber über die Tiere aufführen dürfen, enthält viel Aufschlussreiches über die Dschinn.
Zahlreich erscheinen Dschinn auch in den Erzählungen aus Tausendundeine Nacht. Die Geschichte Aladin und die Wunderlampe ist eines der bekanntesten Märchen, die in Europa als „Märchen aus 1001 Nacht“ überliefert werden. Mit Hilfe eines Dschinnis, eines guten Geistes aus der Öllampe, besteht Aladin seine Abenteuer.
In Risalat al-ghufran von Abū l-ʿAlāʾ al-Maʿarrī begegnet der Protagonist einem Dschinn im Jenseits. Dieser berichtet davon, wie er einst die Menschenwelt besuchte, doch hätten ihm die Menschen nichts Gutes getan, und so tat er den Menschen Böses. Er ergriff Besitz von einem Mädchen und widerstand mehrfachen Versuchen eines Exorzismus. Der Dschinn tötete das Mädchen und suchte sich neue Opfer, bis er von Allah rechtgeleitet und ihm seine Sünden vergeben wurden. Der Autor des Werkes fasst dabei alle wesentlichen Elemente des Dschinnglaubens seiner Zeitgenossen zusammen.
In Latife Tekins Sevgili Arsız Ölüm (1983) befreundet sich der Protagonist mit übernatürlichen Wesen, wie den Dschinnen und den Pari. Von dem Rest ihrer Gemeinschaft, die sich dem Islam zugehörig fühlt, werden diese Wesen allerdings gefürchtet, aber gemeinhin für real gehalten. Als sie in die urbanen Gegenden der Türkei ziehen, spielen die Dschinn, mit zunehmender Rationalität, allerdings keine Rolle mehr. Der Roman stellt die Existenz von Dschinn und vor-islamischen anatolischen Gestalten als real dar. Sie verlieren lediglich an Wichtigkeit; womöglich eine Darstellung dessen, wie das moderne Leben in der Türkei, dem Glauben anatolischer Einwanderer keine Bedeutung mehr zukommen lässt.

## Rezeption

### Filme
- Der Dieb von Bagdad, Fantasy, USA 1940
- Twilight Zone (1959), US-Serie, zwei Episoden mit Djinns: „The Man in the Bottle“ und „I Dream of Genie“

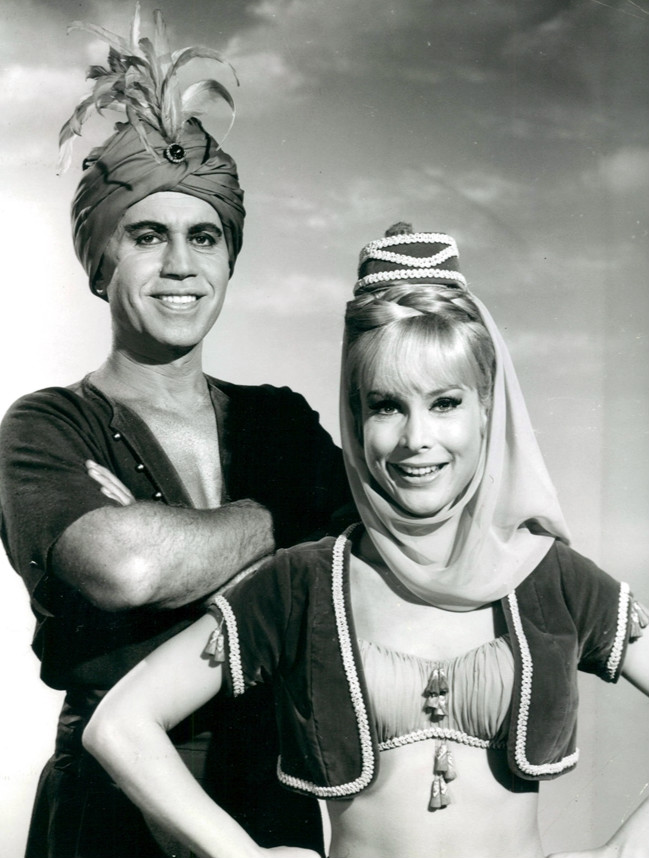
„Blauer Dschinn“ (The Blue Djinn) und „Jeannie“ in der Fernsehserie Bezaubernde Jeannie

- Bezaubernde Jeannie, Fernsehserie, USA 1965–1970
- Aladin, mit Bud Spencer, USA 1986
- Aladdin, Disney, USA 1992
- Kazaam – Der Geist aus der Flasche, Fantasy, USA 1996
- Wes Craven’s Wishmaster 1–4, Horror, USA 1997–2002
- Charmed – Zauberhafte Hexen, Staffel 2 Episode 22 und Staffel 6 Episode 15, Mystery-Serie, USA 1998–2006
- Arabian Nights – Abenteuer aus 1001 Nacht, Fantasy, USA 2000
- Akte X, Staffel 7 Episode 21 – Drei Wünsche – Je souhaite, Mystery-Serie, USA 2000
- Long Time Dead, Horror, GB 2002
- Genie in the House, britische Sitcom, 2006-2010
- Musallat – Lästig, Horror, Türkei 2007
- Supernatural, Staffel 2 Episode 20 „Wie es ist und wie es niemals sein sollte“, Staffel 6 Episode 1 „Normalität als Exil“ Mystery-Serie, USA 2007
- Red Sands, Horror, USA 2009
- Kampf der Titanen, Fantasy, USA 2010
- Djinns – Dämonen der Wüste, Mystery, Frankreich 2010
- Djinn – Des Teufels Brut, Horror, Vereinigte Arabische Emirate 2013
- Besessen von Dschinn, Dokumentarfilm, Jordanien/Deutschland 2015
- Aladdin, Disney-Realverfilmung nach dem gleichnamigen Zeichentrickfilm, USA 2019
- American Gods, Staffel 2 (2.01-2.08), USA seit 2017
- Three Thousand Years of Longing, Fantasy, Australien 2022

### Kunst
- Der Keramiker und Fliesenmaler Abdullah (19. Jahrhundert), der mehrere zum UNESCO-Welterbe zählende Bauwerke in Chiwa (Usbekistan) dekorierte, trug aufgrund seiner besonderen Fertigkeiten den Beinamen Dschinn.
- Deutsche Krautrock-Band Dschinn aus dem Jahr 1972[25]